# 11788 Nauchnyj
A 11788 Nauchnyj (ideiglenes jelöléssel 1977 QN2) a Naprendszer kisbolygóövében található aszteroida. Nyikolaj Sztyepanovics Csernih fedezte fel 1977. augusztus 21-én.